# Consagración (eucaristía)
El término consagración, en sentido que se debe hacer obligatoriamente, es la acción por la cual un sacerdote que celebra el Santo sacrificio de la Misa, convierte las especies del Pan y el Vino en el Cuerpo y la Sangre de Jesucristo. Mediante el milagro de la Transustanciación, aun cuando conservan toda la apariencia de dichos alimentos. La misma se considera el fundamento central del rito eucarístico dentro de la Iglesia católica y la Iglesia ortodoxa.

## Teología
En la liturgia latina, antes de pronunciar las palabras de Jesucristo, el sacerdote dirige a Dios una oración, por la que suplica se convierta el pan y el vino en el cuerpo y sangre de Jesucristo. En la liturgia griega y en las demás liturgias orientales, además de esta primera oración, hay también una segunda que se hace en los mismos términos, después de haber pronunciado el sacerdote las palabras de Jesucristo. Esta última es la que los griegos llaman la invocación del Espíritu Santo; algunos la creen esencial para la consagración. De donde muchos teólogos concluyeron que, según los griegos, la consagración no se hace por medio de las palabras de Jesucristo; opinión que tacharon de error. Para justificar a los griegos, el P. Lebrun, después del abate Renaudol, había compuesto una obra para probar que la consagración se hace, no solo por medio de las palabras de Jesucristo, sino además por la invocación. Explicación de la misa, t. 5, p. 212 y sig. Joseph Bingham, teólogo anglicano, había sido de la misma opinión. Orig. eccl., 1.15, c. 3, §. 12. El P. Bougeant, jesuita, defendió contra el P. Lebrun que la consagración se hace en virtud de las solas palabras de Jesucristo. Un tercer teólogo formó, en una disertación impresa en Troyes en 1773, el resumen de la disputa y concluyó por adoptar la opinión del P. Bougeant.

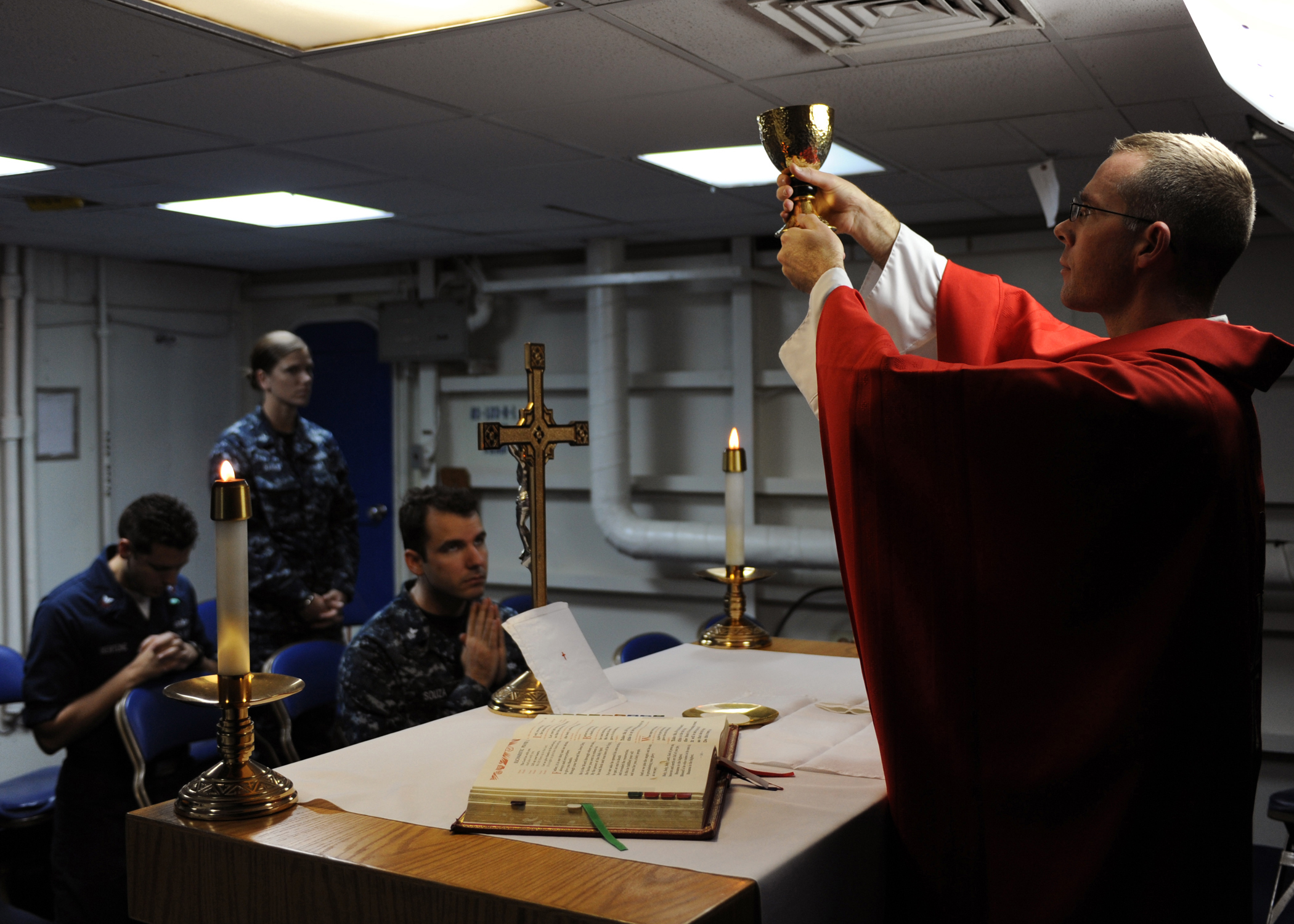
Ostensión del cáliz tras la consagración

Observa que antes del siglo XIV, o antes del concilio de Florencia, los griegos y los latinos no tuvieron entre sí ninguna disputa acerca de las palabras esenciales para la consagración, aunque los teólogos latinos estuviesen bien informados de los términos de que se servían los griegos en su segunda invocación. Por consiguiente los escolásticos que impugnaron a los griegos acerca de este punto han ido más lejos que sus predecesores. 
No se trató de esta disputa en el segundo concilio de León el año 1274, ni en los tiempos posteriores, a no ser entre algunos teólogos. Pero en el concilio de Florencia, en 1439, fue intensa la disputa sobre este punto entre los griegos y los latinos. Se ve por las actas del concilio que los griegos, a excepción de Marcos de Éfeso, convinieron en que la consagración se hace por las palabras de Jesucristo pero no quisieron que esta decisión se hiciera constar en el decreto de unión, temiendo no pareciese ser una condenación de su liturgia.
En el decreto del papa Eugenio para los armenios se dice que la Eucaristía se hace por las palabras de Jesucristo. De aquí, infirieron muchos teólogos que el concilio de Florencia había decidido la cuestión. Mas entonces ya no se hallaban los griegos en el concilio, ya habían partido. Este decreto decidió sobre otros varios artículos, acerca de los cuales han conservado los teólogos la libertad de opiniones, como la materia del orden, el ministro de la confirmación, etc.
Los mismos latinos han disputado para averiguar si Jesucristo, después de la cena, consagró por medio de su bendición o por estas palabras: hoc est corpus meum. Salmerón es testigo de cómo se agitó esta cuestión en el concilio de Trento aunque este concilio no quiso decidir nada sobre ella. El P. Lebrun opina que el Salvador consagró en virtud de su bendición antes de decir: hoc est corpus meum. 
Entre los PP. antiguos unos se sirven del término de invocación, otros de los términos de bendición, de Eucaristía o de acción de gracias o de oraciones; mas casi todos aseguran que la consagración se hace por medio de las palabras de Jesucristo. Se sabe por otra parte que han llamado frecuentemente súplica e invocación a las formas mismas de los sacramentos, que son puramente indicativas, como hizo ver el P. Merlin, Tratado de las formas de los Sacramentos, c. 4, 9 v 14.
En las liturgias orientales, lo mismo que en la de la Iglesia latina, hay una invocación que precede a la consagración. Esta última es por tanto perfecta antes de la segunda invocación, pues de otro modo los latinos no consagrarían. Por consecuencia, los griegos han cometido un error al suponer la necesidad de su segunda invocación mas no se infiere de aquí que sea errónea y abusiva.
Esta segunda invocación no supone que la consagración y la transustanciación no queden hechas puesto que hay términos semejantes en las liturgias galicana y mozárabe. Sin embargo, nunca creyeron los teólogos galicanos ni los españoles que la consagración no se hiciese en virtud de las palabras de Jesucristo. Por tanto, se debe entender esta segunda invocación en el mismo sentido que las oraciones, por cuyo medio el obispo pide la gracia del sacramento de la confirmación para los que acaba de confirmar y como se entienden los exorcismos del bautismo respecto a un niño que acaba de ser bautizado sin ceremonias.
La invocación que sigue a la consagración no obra más efectos que la que la precede pero sirve para determinar el sentido de las palabras de Jesucristo y hacer comprender que estas palabras no son puramente históricas, sino sacramentales y operativas. En cuanto a la adoración de la Eucaristía, que se haga más pronto o más tarde, esto es igual. Prueba solamente que Jesucristo está presente y que tal es la creencia de los que le adoran.
No se ve la ventaja que Bingham u otros protestantes pueden sacar de la disputa que tuvo lugar entre algunos teólogos católicos y los griegos respecto a las palabras de la consagración. Primera cuestión entre los protestantes y los católicos es sobre indagar si los orientales han creído siempre, como los católicos, que en virtud de estas palabras, el pan y el vino se convierten realmente en cuerpo y sangre de Jesucristo: así es que sus liturgias testifican que ellos lo creyeron siempre así y que aún lo creen. Poco importa saber si esta conversión se obra en virtud de estas solas palabras: hoc est corpus meum; hic est sanguis meus, o por la invocación que sigue a estas palabras o bien por una y otra cosa indistintamente. De donde resulta que acerca de este misterio, la creencia de los orientales, igualmente que la de los católicos es muy opuesta a la de los protestantes.    AMEN :]

## Creencia de los protestantes
La mayor parte de las denominaciones protestantes surgidas de la Reforma y posteriores tienen un visión diferente de Consagración Eucarística o simplemente no efectúan ningún acto de este tipo. Esto se ve reflejado por ejemplo en la liturgia anglicana impresa en Londres en 1606, página 208, la invocación que precede a las palabras de Jesucristo, se limita a pedir a Dios que recibiendo el pan y el vino podamos ser hechos participantes de su cuerpo y de su sangre preciosos. Pero los anglicanos están persuadidos de que este pan y este vino no son realmente ni el cuerpo ni la sangre de Jesucristo, que solo por la Fe se puede participar del cuerpo y sangre de Jesucristo, recibiéndolos símbolos. Así, las palabras de Jesucristo que pronuncian no tienen más que un sentido histórico y nada producen.
Se comprende desde luego que los heterodoxos, que no creen en la presencia real de Jesucristo en la Eucaristía, debieron borrar de su liturgia el término consagración. El sentir común de los teólogos, con Santo Tomás, es que la consagración del pan y del vino se hace en virtud de estas palabras de Jesucristo: hic est corpus meum, hic est sanguis meus, etc. No se puede probar que antes de Santo Tomás hubiera existido una opinión diferente en la Iglesia latina.
No es esto lo que creen los orientales, puesto que la invocación que añade expresa lo contrario. Tampoco es la opinión de los PP. en este punto como la de los anglicanos, pues aquellos dicen que las palabras de Jesucristo son eficaces, operativas y dotadas de un poder criador: Sermo Christi, vivus et efficax opifex, opperatorius efficientia plenus omnipotencia verbi etc. 
El erudito Bingham citó muchos pasajes de los Padres. Vio que San Justino. Apol. 1 , n. 66, compara las palabras eucarísticas a aquellas por las que el Verbo de Dios se hizo carne. Ha leído en san Juan Crisóstomo, Hom. 1ª in prodit. Judae. n. 6, Op., tom. 2, p. 381. 
No es el hombre quien hace que los dones ofrecidos se conviertan en cuerpo y sangre de Jesucristo, sino el mismo Jesucristo que fue crucificado por nosotros. El sacerdote ejecuta la acción exterior, SJEMA, y pronuncia las palabras, mas el poder y la gracia de Dios son lo que produce el efecto. hoc est corpus meum, dice, esta palabra transforma los dones ofrecidos, lo mismo que estas otras: creced, multiplicaos, poblad la tierra; una vez pronunciadas, dan en todo tiempo a nuestra naturaleza el poder para reproducirse. Así las palabras de Jesucristo una vez dichas, obran desde este momento hasta su última venida en cada altar de nuestras iglesias un sacrificio perfecto.
Esto solo significa, dice Bingham, que Jesucristo al pronunciar una vez estas palabras, dio a los hombres el poder de hacer su cuerpo simbólico, es decir, la figura de su cuerpo. Mas para hacer una figura, una imagen, una representación, ¿se necesita el poder de Jesucristo, la potestad y la gracia de Dios? Según S. Juan Crisóstomo, el mismo Jesucristo es quien, en virtud de la palabra pronunciada por el sacerdote, transforma los dones ofrecidos, produce su cuerpo y su sangre. En una simple figura, ¿dónde está la transformación? El pan y el vino por sí mismos, son un alimento corporal; son pues por sí mismos la figura de un nutrimento espiritual y por tanto del cuerpo y de la sangre de Jesucristo; no es necesario un poder divino para darles esta significación. Así es que los modernos escritores protestantes, quienes se explican con más sinceridad que sus antecesores, no hacen gran caso ni de los pasajes de los PP., ni de las liturgias orientales. Han visto que la forma de la consagración es bastante clara en los citados textos y que el sentido está además fijado por las señales de adoración tributadas a la eucaristía. Véase la Perpetuidad de la fe, tom. i, lib. 1.° cap. 9, tom. 5, Prefacio. Tanto empeño como manifestaron los antiguos controversistas protestantes para alcanzar la aprobación de los orientales, otro tanto la desprecian los modernos.
En la misa romana después de la consagración, el sacerdote dice a Dios: 
Ofrecemos a Vuestra Majestad Suprema, la hostia pura, santa, sin mancha; el pan sagrado de la vida eterna y el cáliz de la salud perpetua; sobre los cuales dignaos dirigir una mirada propicia y favorable y aceptarlos como os dignasteis aceptar los presentes del justo Abel, el sacrificio de Abraham y el de Melquisedec, santo sacrificio, hostia inmaculada. Os suplicamos, oh Dios todopoderoso, mandad que sean colocados en vuestro altar celestial, en presencia de Vuestra Divina Majestad, por mano de vuestro santo ángel a fin de que nosotros todos los que al participar de este altar recibiéremos el santo y sagrado cuerpo y sangre de vuestro Hijo, seamos llenos de toda bendición celestial y de toda gracia por el mismo Jesucristo Nuestro Señor.
Bingham arguye aún acerca de esta súplica 
si los dones consagrados, dice, son verdaderamente el cuerpo y sangre de Jesucristo, es cosa ridícula el orar a Dios para que los acepte, el compararlos a los sacrificios de los patriarcas cuyos sacrificios no eran más que figuras: seguramente, esta súplica se compuso antes de la invención del dogma de la transubstanciación.
Orig. eccles. , lib. 15, c. 3 , §. 31.
Los católicos defienden por el contrario que esta oración supone la transubstanciación, puesto que nombra los dones eucarísticos el tanto y sagrado cuerpo y la sangre del Hijo de Dios, a cuyos dones llama una hostia pura y sin mancha, un santo sacrificio; expresiones condenadas y desechadas por los protestantes. El sacerdote no pide simplemente a Dios reciba estos dones, sino que los acepte, a fin de que 6 de modo que los que participasen de ellos reciban las mismas bendiciones celestiales que los patriarcas: no se compara pues este sacrificio a los suyos, en cuanto al valor, sino relativamente a las gracias concedidas a los que los ofrecieron.